# Estadi San Filippo
L'Estadi San Filippo-Franco Scoglio és un estadi de futbol a la ciutat italiana de Messina. El 2016 va prendre el nom d'estadi l'entrenador Franco Scoglio.
Després d'un peripècia constructora —les obres van començar el 1991 i només es van reprendre el 2000 després d'una llarga estona d'atur va ser reinaugurat l'agost de 2004, quan la FC Messina va tornar a la sèria A del futbol italià. Té una capacitat de 40.200 espectadors i unes dimensions de 105×70 m. És propietat del FC Messina.